# Campeonato de Primera División 1939 (Argentina)
El Campeonato de Primera División 1939, oficialmente Copa Campeonato 1939, fue la novena temporada y el undécimo torneo de la era profesional de la Primera División de Argentina. Se disputó entre el 19 de marzo y el 3 de diciembre, en dos ruedas de todos contra todos, aunque oficialmente terminó el 9 de noviembre de 1941, con un enfrentamiento para definir el segundo lugar certamen entre el Club Atlético Huracán y el Club Atlético River Plate.
Tuvo como principal novedad la incorporación a los torneos regulares de los dos equipos rosarinos más exitosos y populares: el Club Atlético Rosario Central y el Club Atlético Newell's Old Boys.
El Club Atlético Independiente fue bicampeón por primera y única vez, con un juego notable, de la mano de su trío de oro: Vicente de la Mata, Arsenio Erico y Antonio Sastre, obtuvo el 82% de los puntos. Su  consagración llegó en la antepenúltima fecha frente al Club Atlético Platense, con un triunfo por 2 a 0 como visitante.
El Club Atlético Argentino de Quilmes, ascendido en esta temporada, descendió a la Segunda División, al ocupar la última posición en lo que fue su única participación en Primera. Con un paupérrimo puntaje, ya que consiguió apenas cuatro empates en 34 partidos, realizó la peor campaña histórica en la categoría.

## Ascensos y descensos
| Pos | Equipo ascendido     |
| --- | -------------------- |
| 1.º | Argentino de Quilmes |

| Equipos incorporados |
| -------------------- |
| Newell's Old Boys    |
| Rosario Central      |

| Pos  | Equipos descendidos en la temporada 1938 |
| ---- | ---------------------------------------- |
| 16.º | Almagro                                  |
| 17.º | Talleres (RdE)                           |

De este modo, los participantes aumentaron a 18.

## Equipos
| Equipo               | Ciudad       |
| -------------------- | ------------ |
| Atlanta              | Buenos Aires |
| Argentino de Quilmes | Quilmes      |
| Boca Juniors         | Buenos Aires |
| Chacarita Juniors    | Buenos Aires |
| Estudiantes          | La Plata     |
| Ferro Carril Oeste   | Buenos Aires |
| Gimnasia y Esgrima   | La Plata     |
| Huracán              | Buenos Aires |
| Independiente        | Avellaneda   |
| Lanús                | Lanús        |
| Newell's Old Boys    | Rosario      |
| Platense             | Buenos Aires |
| Racing Club          | Avellaneda   |
| River Plate          | Buenos Aires |
| Rosario Central      | Rosario      |
| San Lorenzo          | Buenos Aires |
| Tigre                | Victoria     |
| Vélez Sarsfield      | Buenos Aires |

### Distribución geográfica de los equipos
| Región                 | Cant. | Equipos |
| ---------------------- | ----- | --- |
| Ciudad de Buenos Aires | 9     | Atlanta, Boca Juniors, Chacarita Juniors, Ferro Carril Oeste, Huracán, Platense, River Plate, San Lorenzo y Vélez Sarsfield |
| Conurbano bonaerense   | 5     | Argentino de Quilmes, Independiente, Lanús, Racing Club y Tigre                                                             |
| Ciudad de La Plata     | 2     | Estudiantes y Gimnasia y Esgrima                                                                                            |
| Ciudad de Rosario      | 2     | Newell's Old Boys y Rosario Central                                                                                         |

## Tabla de posiciones final
| Pos. | Equipo                  | Pts. | PJ | PG | PE | PP | GF  | GC  | Dif. |
| ---- | ----------------------- | ---- | -- | -- | -- | -- | --- | --- | ---- |
| 1.º  | Independiente           | 56   | 34 | 27 | 2  | 5  | 103 | 37  | 66   |
| 2.º  | River Plate             | 50   | 34 | 23 | 4  | 7  | 100 | 43  | 57   |
| 2.º  | Huracán                 | 50   | 34 | 23 | 4  | 7  | 97  | 56  | 41   |
| 4.º  | Newell's Old Boys       | 43   | 34 | 17 | 9  | 8  | 77  | 44  | 33   |
| 5.º  | San Lorenzo             | 42   | 34 | 19 | 4  | 11 | 85  | 55  | 30   |
| 6.º  | Boca Juniors            | 40   | 34 | 17 | 6  | 11 | 64  | 40  | 24   |
| 7.º  | Racing Club             | 38   | 34 | 16 | 6  | 12 | 75  | 54  | 21   |
| 8.º  | Chacarita Juniors       | 34   | 34 | 14 | 6  | 14 | 61  | 54  | 7    |
| 9.º  | Estudiantes (LP)        | 34   | 34 | 14 | 6  | 14 | 71  | 65  | 6    |
| 10.º | Vélez Sarsfield         | 34   | 34 | 14 | 6  | 14 | 56  | 66  | −10  |
| 11.º | Rosario Central         | 33   | 34 | 14 | 5  | 15 | 59  | 68  | −9   |
| 12.º | Lanús                   | 30   | 34 | 14 | 2  | 18 | 91  | 85  | 6    |
| 13.º | Tigre                   | 30   | 34 | 13 | 4  | 17 | 56  | 79  | −23  |
| 14.º | Platense                | 29   | 34 | 11 | 7  | 16 | 65  | 72  | −7   |
| 15.º | Gimnasia y Esgrima (LP) | 28   | 34 | 10 | 8  | 16 | 50  | 82  | −32  |
| 16.º | Atlanta                 | 22   | 34 | 8  | 6  | 20 | 56  | 93  | −37  |
| 17.º | Ferro Carril Oeste      | 15   | 34 | 4  | 7  | 23 | 52  | 112 | −60  |
| 18.º | Argentino de Quilmes    | 4    | 34 | 0  | 4  | 30 | 35  | 148 | −113 |

|  | Campeón.                         |
|  | Descendió a la Segunda División. |

## Resultados
Fecha 1
19 de marzo
- Newell's Old Boys 2 - San Lorenzo 1
- Platense 3 - Atlanta 5
- Huracán 5 - Rosario Central 1
- Lanús 5 - Argentino de Quilmes 2
- Chacarita Juniors 0 - River Plate 3
- Vélez Sarsfield 5 - Gimnasia (LP) 1
- Estudiantes (LP) 4 - Tigre 1
- Boca Juniors 0 - Independiente 2
- Racing Club 2 - Ferro 2

Fecha 2
26 de marzo
- Tigre 3 - Newell's Old Boys 3
- Ferro 1 - Lanús 4
- Independiente 4 - Estudiantes (LP) 1
- San Lorenzo 4 - Platense 1
- Rosario Central 1 - Vélez Sarsfield 3
- River Plate 1 - Huracán 2
- Argentino de Quilmes 0 - Boca Juniors 2
- Gimnasia (LP) 1 - Racing Club 1
- Atlanta 0 - Chacarita Juniors 3

Fecha 3
2 de abril
- Vélez Sarsfield 5 - Argentino de Quilmes 2
- Newell's Old Boys 3 - Platense 2
- Lanús 6 - Tigre 2
- Boca Juniors 2 - San Lorenzo 2
- River Plate 2 - Gimnasia (LP) 2
- Huracán 2 - Ferro 2
- Estudiantes (LP) 2 - Atlanta 2
- Racing Club 2 - Independiente 0
- Chacarita Juniors 3 - Rosario Central 1

Fecha 4
9 de abril
- Independiente 6 - Lanús 1
- San Lorenzo 4 - Estudiantes (LP) 2
- Gimnasia (LP) 4 - Huracán 3
- Ferro 5 - Vélez Sarsfield 2
- Platense 3 - Chacarita Juniors 2
- Atlanta 1 - Newell's Old Boys 0
- Tigre 0 - Boca Juniors 1
- Argentino de Quilmes 0 - Racing Club 3
- Rosario Central 0 - River Plate 4

Fecha 5
16 de abril
- Racing Club 4 - San Lorenzo 0
- River Plate 5 - Argentino de Quilmes 0
- Huracán 3 - Independiente 2
- Vélez Sarsfield 3 - Tigre 2
- Estudiantes (LP) 2 - Newell's Old Boys 1
- Lanús 4 - Atlanta 2
- Rosario Central 5 - Ferro 0
- Boca Juniors 1 - Platense 1
- Chacarita Juniors 6 - Gimnasia (LP) 0

Fecha 6
23 de abril
- Ferro 0 - River Plate 8
- Argentino de Quilmes 1 - Huracán 2
- Platense 1 - Estudiantes (LP) 4
- Atlanta 2 - Boca Juniors 1
- Newell's Old Boys 0 - Chacarita Juniors 0
- Tigre 2 - Racing Club 0
- Gimnasia (LP) 2 - Rosario Central 0
- San Lorenzo 0 - Lanús 2
- Independiente 5 - Vélez Sarsfield 0

Fecha 7
30 de abril
- Huracán 3 - San Lorenzo 2
- River Plate 5 - Tigre 1
- Gimnasia (LP) 7 - Argentino de Quilmes 2
- Vélez Sarsfield 3 - Atlanta 1
- Lanús 1 - Newell's Old Boys 2
- Rosario Central 0 - Independiente 2
- Racing Club 4 - Platense 0
- Chacarita Juniors 3 - Ferro 3
- Boca Juniors 4 - Estudiantes (LP) 2

Fecha 8
7 de mayo
- Platense 4 - Lanús 3
- Estudiantes (LP) 2 - Chacarita Juniors 2
- Independiente 2 - River Plate 1
- Atlanta 1 - Racing Club 3
- Argentino de Quilmes 1 - Rosario Central 1
- Newell's Old Boys 2 - Boca Juniors 1
- San Lorenzo 1 - Vélez Sarsfield 1
- Tigre 1 - Huracán 2
- Ferro 0 - Gimnasia (LP) 1

Fecha 9
14 de mayo
- Ferro 1 - Independiente 4
- Racing Club 5 - Estudiantes (LP) 2
- Huracán 6 - Platense 2
- Gimnasia (LP) 2 - Tigre 2
- Chacarita Juniors 1 - Argentino de Quilmes 0
- Vélez Sarsfield 0 - Newell's Old Boys 0
- Rosario Central 0 - San Lorenzo 0
- Lanús 0 - Boca Juniors 1
- River Plate 2 - Atlanta 1

Fecha 10
21 de mayo
- San Lorenzo 4 - River Plate 2
- Boca Juniors 3 - Chacarita Juniors 2
- Argentino de Quilmes 2 - Ferro 6
- Newell's Old Boys 2 - Racing Club 0
- Platense 2 - Vélez Sarsfield 1
- Estudiantes (LP) 3 - Lanús 0
- Independiente 0 - Gimnasia (LP) 0
- Atlanta 1 - Huracán 2
- Tigre 2 - Rosario Central 0

Fecha 11
28 de mayo
- Argentino de Quilmes 3 - Tigre 3
- Gimnasia (LP) 4 - Atlanta 3
- Huracán 2 - Estudiantes (LP) 2
- Rosario Central 4 - Platense 1
- Vélez Sarsfield 1 - Boca Juniors 2
- Ferro 1 - San Lorenzo 2
- Racing Club 3 - Lanús 1
- Chacarita Juniors 3 - Independiente 1
- River Plate 2 - Newell's Old Boys 2

Fecha 12
4 de junio
- San Lorenzo 4 - Gimnasia (LP) 1
- Lanús 3 - Chacarita Juniors 2
- Platense 1 - River Plate 4
- Independiente 7 - Argentino de Quilmes 0
- Newell's Old Boys 2 - Huracán 1
- Estudiantes (LP) 1 - Vélez Sarsfield 2
- Tigre 4 - Ferro 1
- Boca Juniors 1 - Racing Club 0
- Atlanta 0 - Rosario Central 1

Fecha 13
11 de junio
- Vélez Sarsfield 4 - Racing Club 3
- Huracán 6 - Lanús 3
- Rosario Central 4 - Estudiantes (LP) 1
- Gimnasia (LP) 1 - Newell's Old Boys 7
- Independiente 1 - San Lorenzo 0
- Argentino de Quilmes 2 - Atlanta 3
- Ferro 2 - Platense 2
- River Plate 0 - Boca Juniors 2
- Chacarita Juniors 3 - Tigre 1

Fecha 14
18 de junio
- Boca Juniors 1 - Huracán 3
- Platense 4 - Gimnasia (LP) 1
- Tigre 1 - Independiente 4
- Atlanta 1 - Ferro 1
- Newell's Old Boys 1 - Rosario Central 1
- Racing Club 1 - Chacarita Juniors 2
- Lanús 1 - Vélez Sarsfield 3
- Estudiantes (LP) 1 - River Plate 0

20 de junio
- San Lorenzo 7 - Argentino de Quilmes 1

Fecha 15
25 de junio
- River Plate 3 - Racing Club 2
- Chacarita Juniors 2 - San Lorenzo 4
- Rosario Central 3 - Lanús 1
- Tigre 2 - Atlanta 1
- Ferro 0 - Estudiantes (LP) 2
- Independiente 2 - Platense 1
- Gimnasia (LP) 2 - Boca Juniors 1
- Huracán 2 - Vélez Sarsfield 0
- Argentino de Quilmes 0 - Newell's Old Boys 3

Fecha 16
2 de julio
- Lanús 1 - River Plate 5
- Platense 8 - Argentino de Quilmes 0
- San Lorenzo 3 - Tigre 2
- Newell's Old Boys 5 - Ferro 3
- Atlanta 2 - Independiente 5
- Estudiantes (LP) 0 - Gimnasia (LP) 2
- Boca Juniors 3 - Rosario Central 0
- Vélez Sarsfield 2 - Chacarita Juniors 1
- Racing Club 0 - Huracán 3

Fecha 17
16 de julio
- Ferro 3 - Boca Juniors 4
- Argentino de Quilmes 1 - Estudiantes (LP) 2
- Chacarita Juniors 4 - Huracán 1
- Gimnasia (LP) 3 - Lanús 1
- Rosario Central 3 - Racing Club 1
- Independiente 2 - Newell's Old Boys 0
- San Lorenzo 3 - Atlanta 1
- River Plate 3 - Vélez Sarsfield 0
- Tigre 2 - Platense 1

Fecha 18
23 de julio
- Independiente 5 - Boca Juniors 2
- San Lorenzo 2 - Newell's Old Boys 4
- Ferro 2 - Racing Club 6
- Argentino de Quilmes 2 - Lanús 8
- Atlanta 1 - Platense 1
- Rosario Central 0 - Huracán 2
- Gimnasia (LP) 2 - Vélez Sarsfield 1
- Tigre 2 - Estudiantes (LP) 1
- River Plate 2 - Chacarita Juniors 1

Fecha 19
30 de julio
- Lanús 9 - Ferro 1
- Boca Juniors 7 - Argentino de Quilmes 1
- Newell's Old Boys 6 - Tigre 0
- Vélez Sarsfield 1 - Rosario Central 1
- Chacarita Juniors 1 - Atlanta 1
- Huracán 1 - River Plate 1
- Estudiantes (LP) 0 - Independiente 1
- Platense 1 - San Lorenzo 1
- Racing Club 1 - Gimnasia (LP) 1

Fecha 20
6 de agosto
- Independiente 3 - Racing Club 3
- Gimnasia (LP) 1 - River Plate 3
- Argentino de Quilmes 1 - Vélez Sarsfield 4
- Platense 3 - Newell's Old Boys 3
- Rosario Central 2 - Chacarita Juniors 1
- Tigre 1 - Lanús 0
- Ferro 1 - Huracán 0
- Atlanta 1 - Estudiantes (LP) 3
- San Lorenzo 1 - Boca Juniors 0

Fecha 21
13 de agosto
- Newell's Old Boys 4 - Atlanta 0

20 de agosto
- River Plate 6 - Rosario Central 0
- Huracán 5 - Gimnasia (LP) 2
- Racing Club 7 - Argentino de Quilmes 1
- Estudiantes (LP) 1 - San Lorenzo 3
- Vélez Sarsfield 1 - Ferro 1
- Lanús 1 - Independiente 2
- Chacarita Juniors 1 - Platense 0
- Boca Juniors 4 - Tigre 0

Fecha 22
27 de agosto
- Newell's Old Boys 3 - Estudiantes (LP) 3

3 de septiembre
- Ferro 2 - Rosario Central 5
- Atlanta 4 - Lanús 4
- Argentino de Quilmes 1 - River Plate 4
- Gimnasia (LP) 0 - Chacarita Juniors 0
- Tigre 2 - Vélez Sarsfield 0
- Platense 0 - Boca Juniors 0
- Independiente 2 - Huracán 1
- San Lorenzo 4 - Racing Club 0

Fecha 23
24 de septiembre
- Huracán 7 - Argentino de Quilmes 1
- Lanús 5 - San Lorenzo 2
- River Plate 4 - Ferro 1
- Rosario Central 4 - Gimnasia (LP) 1
- Vélez Sarsfield 1 - Independiente 3
- Estudiantes (LP) 0 - Platense 2
- Racing Club 4 - Tigre 1
- Boca Juniors 3 - Atlanta 0
- Chacarita Juniors 1 - Newell's Old Boys 0

Fecha 24
1 de octubre
- San Lorenzo 2 - Huracán 5
- Ferro 1 - Chacarita Juniors 2
- Estudiantes (LP) 1 - Boca Juniors 1
- Newell's Old Boys 1 - Lanús 3
- Tigre 1 - River Plate 3
- Independiente 1 - Rosario Central 3
- Atlanta 0 - Vélez Sarsfield 2
- Platense 0 - Racing Club 1
- Argentino de Quilmes 0 - Gimnasia (LP) 0

Fecha 25
12 de octubre
- River Plate 2 - Independiente 3
- Racing Club 6 - Atlanta 1
- Gimnasia (LP) 4 - Ferro 2
- Vélez Sarsfield 0 - San Lorenzo 4
- Lanús 1 - Platense 3
- Boca Juniors 4 - Newell's Old Boys 0
- Huracán 1 - Tigre 1
- Chacarita Juniors 1 - Estudiantes (LP) 2
- Rosario Central 4 - Argentino de Quilmes 2

Fecha 26
15 de octubre
- San Lorenzo 3 - Rosario Central 0
- Newell's Old Boys 4 - Vélez Sarsfield 0
- Tigre 2 - Gimnasia (LP) 1
- Estudiantes (LP) 3 - Racing Club 0
- Platense 0 - Huracán 3
- Independiente 6 - Ferro 1
- Atlanta 2 - River Plate 4
- Boca Juniors 4 - Lanús 1
- Argentino de Quilmes 1 - Chacarita Juniors 5

Fecha 27
22 de octubre
- Lanús 6 - Estudiantes (LP) 3
- Huracán 7 - Atlanta 2
- Gimnasia (LP) 0 - Independiente 5
- Ferro 5 - Argentino de Quilmes 0
- Chacarita Juniors 1 - Boca Juniors 1
- River Plate 2 - San Lorenzo 0
- Vélez Sarsfield 2 - Platense 1
- Racing Club 2 - Newell's Old Boys 1
- Rosario Central 1 - Tigre 2

Fecha 28
29 de octubre
- Independiente 4 - Chacarita Juniors 2
- Platense 5 - Rosario Central 1
- San Lorenzo 5 - Ferro 1
- Tigre 3 - Argentino de Quilmes 2
- Atlanta 3 - Gimnasia (LP) 0
- Newell's Old Boys 1 - River Plate 1
- Lanús 2 - Racing Club 2
- Boca Juniors 3 - Vélez Sarsfield 0
- Estudiantes (LP) 4 - Huracán 0

Fecha 29
1 de noviembre
- River Plate 3 - Platense 2
- Rosario Central 6 - Atlanta 1
- Gimnasia (LP) 1 - San Lorenzo 3
- Argentino de Quilmes 1 - Independiente 3
- Ferro 0 - Tigre 4
- Chacarita Juniors 1 - Lanús 0
- Racing Club 1 - Boca Juniors 0
- Vélez Sarsfield 1 - Estudiantes (LP) 0
- Huracán 3 - Newell's Old Boys 0

Fecha 30
5 de noviembre
- Atlanta 5 - Argentino de Quilmes 2
- Estudiantes (LP) 6 - Rosario Central 2
- Lanús 5 - Huracán 2
- Tigre 2 - Chacarita Juniors 1
- San Lorenzo 0 - Independiente 3
- Boca Juniors 1 - River Plate 2
- Racing Club 2 - Vélez Sarsfield 2
- Platense 2 - Ferro 1
- Newell's Old Boys 3 - Gimnasia (LP) 0

Fecha 31
12 de noviembre
- Huracán 3 - Boca Juniors 2
- Chacarita Juniors 0 - Racing Club 2
- River Plate 3 - Estudiantes (LP) 2
- Independiente 6 - Tigre 1
- Vélez Sarsfield 3 - Lanús 1
- Ferro 1 - Atlanta 1
- Gimnasia (LP) 1 - Platense 3
- Argentino de Quilmes 1 - San Lorenzo 7
- Rosario Central 1 - Newell's Old Boys 1

Fecha 32
18 de noviembre
- Estudiantes (LP) 3 - Ferro 3

19 de noviembre
- San Lorenzo 5 - Chacarita Juniors 1
- Lanús 4 - Rosario Central 1
- Atlanta 4 - Tigre 2
- Vélez Sarsfield 3 - Huracán 3
- Racing Club 3 - River Plate 1
- Boca Juniors 1 - Gimnasia (LP) 1
- Platense 0 - Independiente 2
- Newell's Old Boys 4 - Argentino de Quilmes 0

Fecha 33
25 de noviembre
- Rosario Central 1 - Boca Juniors 0

26 de noviembre
- Independiente 5 - Atlanta 2
- Ferro 0 - Newell's Old Boys 6
- River Plate 5 - Lanús 2
- Huracán 3 - Racing Club 1
- Tigre 0 - San Lorenzo 1
- Argentino de Quilmes 2 - Platense 2
- Gimnasia (LP) 1 - Estudiantes (LP) 3
- Chacarita Juniors 1 - Vélez Sarsfield 0

Fecha 34
2 de diciembre
- Newell's Old Boys 1 - Independiente 0

3 de diciembre
- Huracán 3 - Chacarita Juniors 2
- Vélez Sarsfield 0 - River Plate 4
- Estudiantes (LP) 3 - Argentino de Quilmes 0
- Boca Juniors 1 - Ferro 0
- Lanús 2 - Gimnasia (LP) 0
- Atlanta 2 - San Lorenzo 1
- Platense 3 - Tigre 1
- Racing Club 0 - Rosario Central 2

## Desempate del segundo puesto
| Partido de ida | Partido de ida | Partido de ida | Partido de ida    | Partido de ida         | Partido de ida |
| Equipo 1       | Resultado      | Equipo 2       | Estadio           | Fecha                  |                |
| -------------- | -------------- | -------------- | ----------------- | ---------------------- | -------------- |
| Huracán        | 3 - 3 (t.s.)   | River Plate    | Chacarita Juniors | 9 de noviembre de 1941 |                |

El partido de vuelta nunca se disputó, por lo que el subcampeonato se consideró compartido, por única vez en la historia de la Primera División de Argentina.

## Descensos y ascensos
Argentino de Quilmes descendió a Segunda División, siendo reemplazado por Banfield para el Campeonato de Primera División 1940.

## Goleadores
| Jugador              | Jugador             | Goles | Equipo        |
| -------------------- | ------------------- | ----- | ------------- |
| Bandera de Paraguay  | Arsenio Erico       | 41    | Independiente |
| Bandera de España    | Isidro Lángara      | 34    | San Lorenzo   |
| Bandera de Argentina | Luis Arrieta        | 31    | Lanús         |
| Bandera de Argentina | Herminio Masantonio | 28    | Huracán       |
| Bandera de Argentina | Emilio Baldonedo    | 26    | Huracán       |

## Copas nacionales
Durante la temporada se disputaron también las siguientes copas nacionales:
- Copa Escobar: ganada por  el Club Atlético Independiente.
- Copa Ibarguren: ganada por el Club Atlético Independiente.